# Arripis georgianus
Arripis georgianus is een straalvinnige vis uit de familie van Arripidae, orde van baarsachtigen (Perciformes). De vis kan maximaal 41 centimeter lang en 800 gram zwaar worden. De hoogst geregistreerde leeftijd is 7 jaar.

## Leefomgeving
Arripis georgianus komt in zeewater en brak water voor. De vis komt voor in gematigde wateren in de Indische Oceaan. De diepteverspreiding is onbekend.

## Relatie tot de mens
Arripis georgianus is voor de visserij van aanzienlijk commercieel belang. In de hengelsport wordt er weinig op de vis gejaagd.